# ボルターニャ
ボルターニャ（スペイン語：Boltaña、アラゴン語：Boltanya）は、スペイン・アラゴン州ウエスカ県のムニシピオ（基礎自治体）。ウエスカ県北部のソブラルベ郡に属し、アインサとともに同コマルカの中心自治体である。また、ボルターニャ司法管轄区の中心自治体でもある。
アラ川渓谷の奧部に位置し、川のそばの山上には近年修復されたかつてのソブラルベ伯爵の城郭であるボルターニャ城がそびえている。

## 地理
ボルターニャは、シンカ川の支流、アラ川の渓谷に位置する。隣接する自治体は、北がファンロ、東がアインサ、南がアインサとビエルヘ、西がサビニャニゴとフィスカルである。

### 人口
| ボルターニャの人口推移 1900－2010                       |
|                                                         |
| 出典:INE（スペイン国立統計局）1900年 - 1991年、1996年 - |

## 史跡・名所
- ボルターニャ城（Castillo de Boltaña） - イスラム教徒の城郭に起源を持つ城で、地元ではソブラルベ伯爵の城として知られている。塔と六角形の建物を持つ。アラゴン州の文化財に登録されている[4]。
- 旧サン・ペドロ聖堂参事会教会（現教区教会） - ロマネスク教会で、12世紀建造。16世紀に改修された。
- エル・カルメン修道院 - 現在ホテルとして、使用されている。

## 政治
自治体首長はアラゴン社会党（Partido de los Socialistas de Aragón、PSOE-Aragón）のホセ・マヌエル・サラメーロ・ビジャカンパ（José Manuel Salamero Villacampa）で、自治体評議員は、アラゴン社会党：5、アラゴン国民党（Partido Popular de Aragón）：2、PAR：1、CHA：1となっている（2011年5月22日の自治体選挙結果、得票順）。
| 1999年6月13日自治体選挙 |        |        |          |
| 政党                    | 得票数 | 得票率 | 獲得議席 |
| PP                      | 181    | 35.08% | 3        |
| PSOE                    | 159    | 30.81% | 2        |
| CHA                     | 92     | 17.83% | 1        |
| PAR                     | 71     | 13.76% | 1        |

| 2003年5月25日自治体選挙 |        |        |          |
| 政党                    | 得票数 | 得票率 | 獲得議席 |
| PSOE                    | 301    | 53.94% | 4        |
| PP                      | 107    | 19.18% | 1        |
| PAR                     | 79     | 14.16% | 1        |
| CHA                     | 70     | 12.54% | 1        |

| 2007年5月27日自治体選挙 |        |        |          |
| 政党                    | 得票数 | 得票率 | 獲得議席 |
| PSOE                    | 251    | 44.27% | 4        |
| PAR                     | 108    | 19.05% | 1        |
| CHA                     | 101    | 17.81% | 1        |
| PP                      | 96     | 16.93% | 1        |

| 2011年5月22日自治体選挙 |        |        |          |
| 政党                    | 得票数 | 得票率 | 獲得議席 |
| PSOE                    | 243    | 43.63% | 5        |
| PP                      | 118    | 21.18% | 2        |
| PAR                     | 93     | 16.70% | 1        |
| CHA                     | 84     | 15.08% | 1        |

### 司法行政
ボルターニャはボルターニャ司法管轄区に属し、同管轄区の中心自治体である。

## 姉妹都市
- サン＝ラリ＝スラン（Saint-Lary-Soulan）、フランス